# Montañas Cangyan

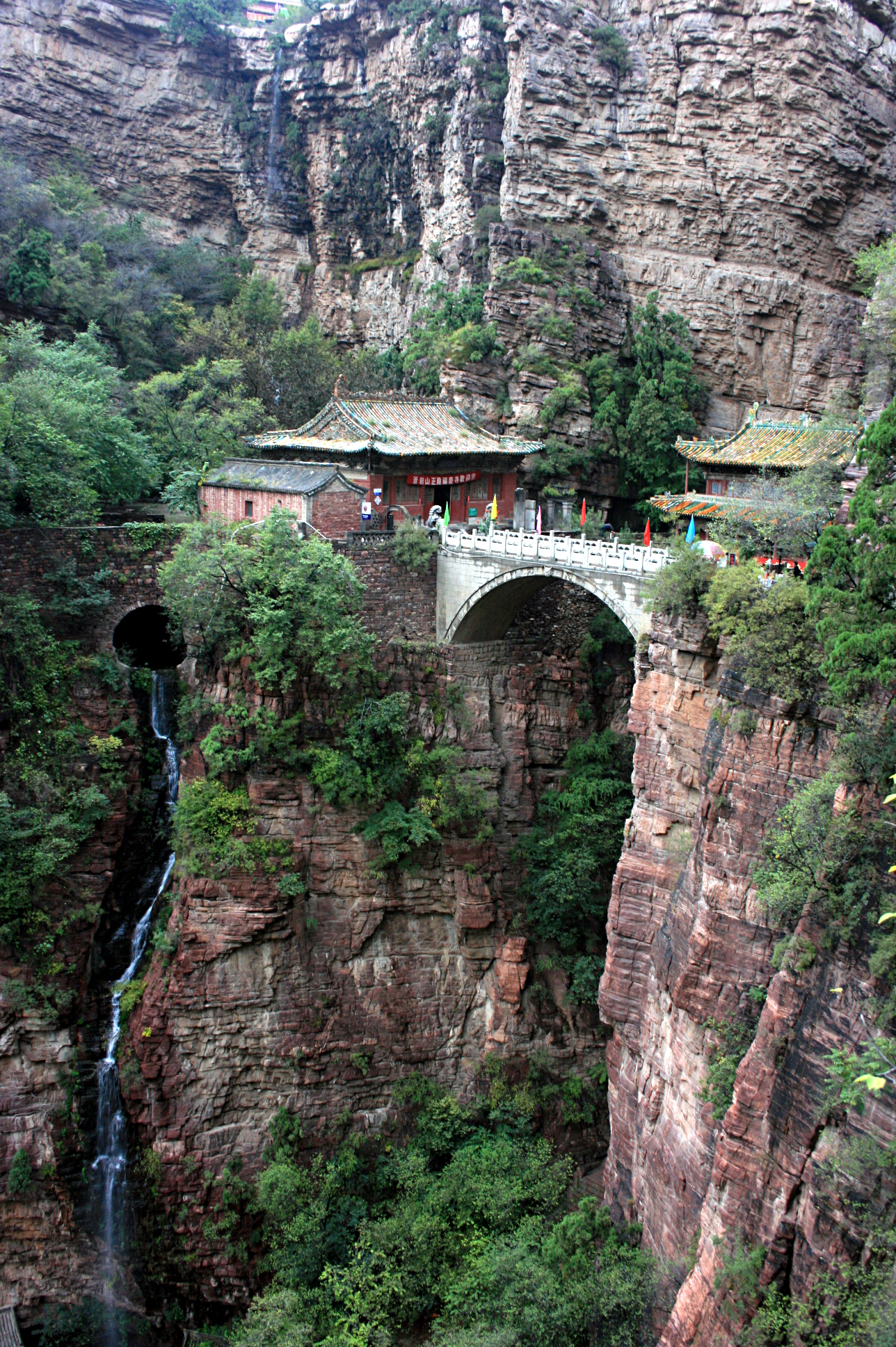
Monte Cangyang en septiembre de 2007

Las montañas Cangyan (en chino, 苍岩山; pinyin, Cāngyán Shan; literalmente, ‘montañas roca verde’) son una pequeña y hermosa zona montañosa en Jingxing, condado de Shijiazhuang, provincia de Hebei, República Popular de China. Famosa por su combinación de paisajes naturales de montañas, con históricas estructuras artificiales. Se encuentra aproximadamente a 50 kilómetros al suroeste de la capital provincial Shijiazhuang y cerca de la frontera con la provincia de Shanxi.
Las montañas Cangyan forman el extremo oriental de la cordillera de las montañas Taihang, su pico más alto tiene una altitud de 1.000 metros. El área escénica protege 63 km². La vegetación de la zona es un bosque de Cupressus y de sándalo Azul.
El más famoso complejo de edificios en los montes Cangyan es el templo Celebración fortuna (en chino:福庆寺, pinyin: Fúqìng Si). Primero fue erigido durante la Dinastía Sui y se dice que era el lugar donde la princesa Nan Yang, la hija del emperador Sui Yang, practicaba el budismo. Las diversas estructuras del templo de Fortuna Celebración son: (la Casa Tabla, la Sala de los Reyes Celestiales, la Sala del Buda Gigante, el Ayuntamiento de Puente de la Torre, el Canon Budista Depositario) están bien impregnados en la topografía de la montaña. El punto de referencia central del complejo es el palacio torre puente (en chino 桥 楼 殿 pinyin: QiáolóuDian). Como su nombre indica, es apoyada por una piedra puente de arco que abarca una estrecha garganta. El puente tiene una luz de 15 metros y se encuentra 52 metros sobre el suelo, está hecha de 365 bloques de piedra. Bajo el puente una escalera de piedra con más de 360 escalones lleva hasta la cumbre.
Las montañas Cangyan fueron utilizadas como escenario para filmar algunas escenas en la película Wò hǔ cáng lóng (卧虎藏龙), que de acuerdo a la historia de la película tendrá lugar en los montes Wudang.